# Reação nuclear

Exemplo de uma reação nuclear.

Em física nuclear, reação nuclear é qualquer reação da qual ocorre modificação de um ou mais núcleos atômicos, onde dois ou mais átomos se unem (fusão nuclear) ou quando um átomo sofre fissão nuclear. Tal reação não deve ser confundida como uma reação química, pois a nuclear ocorre com os elétrons periféricos do átomo.
Pode ser representada por uma equação similar a uma química e balanceada de uma maneira análoga. O decaimento nuclear, embora não seja uma reação no sentido estrito da palavra, pode ser representado da mesma maneira.

## Propriedades básicas
Uma equação que envolve propriedades de núcleos atômicos deve conter propriedades como número atômico, número de massa e as somas dos índices inferior e superior dos quais representam estas grandezas respectivamente. Devem ser a mesma nos dois lados da equação.
Segue-se a representação da desintegração radioativa primária do rádio:
{\displaystyle _{88}^{226}Ra\rightarrow _{86}^{222}Rn+_{2}^{4}He}
Processos nucleares podem ser representados por notações que envolvem uma partícula leve usada como projétil assim como outra usada como produto de uma reação nuclear. Ambas serão representadas por símbolos indicando o núcleo inicial e o final, sendo este o produto.
Os símbolos {\displaystyle n,p,d,\alpha ,e^{-},\gamma } são frequentemente usados para representar nêutrons, prótons, dêuterons, partículas alfa, elétrons e raios gama (fótons), respectivamente.
Seguem-se exemplos de notação longa e correspondente notação condensada para várias reações:
{\displaystyle {\begin{aligned}^{14}_{7}N+_{1}^{1}H\quad \rightarrow \quad _{6}^{11}C+_{2}^{4}He\qquad ^{14}N(p,\alpha )^{11}C\\^{55}_{25}Mn+_{1}^{2}H\quad \rightarrow \quad _{26}^{55}Fe+2_{0}^{1}n\qquad ^{55}Mn(d,2n)^{55}Fe\end{aligned}}}
O nêutron serve de agente nas reações nucleares, devido ao facto de não sofrer repulsão de força de Coulomb, portanto, uma de suas propriedades é não sofrer influências originárias dos núcleos. O próton, por ser carregado, precisa de uma energia cinética inicial o suficiente para vencer a força de Coulomb.
Considerando o núcleo {\displaystyle _{6}^{12}C}, seu número atômico é de 6, portanto, contém 6 prótons e 6 nêutrons. Esse núcleo, como a maior parte dos leves, tem o mesmo número de prótons e de nêutrons.
Já os núcleos mais pesados, como é o caso do {\displaystyle _{82}^{207}Pb,} contêm mais nêutrons do que prótons (125 e 82 respectivamente). Este facto ajuda a explicar como núcleos atômicos se mantêm estáveis. Seria impossível a sua estabilidade se houvesse apenas prótons.
A força de Coulomb é contrabalanceada através da força entre prótons e nêutrons, sugerindo que a força nuclear seja contrária à de Coulomb.
A não existência de núcleos massivos e enormes na natureza deve-se à força nuclear, embora mais intensa que a Coulomb, sendo esta de curto alcance:
{\displaystyle (\sim 1fm=10^{-15}m)}
Assim um próton em um núcleo estável vai sofrer repulsão de outros prótons , mas concomitantemente atração de nêutrons.
Dessa forma, existe um limite a partir do qual a repulsão de Coulomb supera a atração nuclear. É também por esse motivo que os núcleos mais pesados possuem mais nêutrons.

#### Exemplo:
A meia-vida do rádio é de 1 620 anos. Quantos átomos irão decair em um segundo dado uma amostra de uma grama? (A Massa atômica do rádio é 226 kg/kmol)
Uma amostra de 1g contém 1/226 mol átomos , ou seja,
{\displaystyle N={\frac {1}{226}}{\text{mol}}\times 6,02\times 10^{23}{\frac {\text{átomos}}{\text{mol}}}=2,66\times 10^{21}{\text{átomos}}}
Sua constante de decaimento será igual a:
{\displaystyle \lambda ={\frac {0,693}{T^{1/2}}}={\frac {0,693}{(1620{\text{anos}})(3,16\times 10^{7}s/{\text{anos}})}}=1,35\times 10^{-11}s^{-1}}
Logo, a partir de {\displaystyle \Delta N/\Delta t=\lambda N}, temos que:
{\displaystyle \Delta N=(1,35\times 10^{-11}s^{-1})(2,66\times 10^{21}{\text{átomos}})(1s)=3,6\times 10^{10}{\text{átomos}}}
É o número de desintegrações por segundo de um grama de rádio.